# Laurence Olivier Awards 2022
Die 45. Laurence Olivier Awards 2022 wurden am 10. April 2022 in der Royal Albert Hall von der Society of London Theatre vergeben, um herausragende Theater- und Musicalproduktionen zu würdigen. Ausgezeichnet wurden Produktionen der Theatersaison 2020–2022, die zwischen dem 19. Februar 2020 und dem 22. Februar 2022 in einem Theater Premiere hatten, das durch die Mitgliedschaft der Society of London Theatre vertreten ist, sofern sie mindestens 30 Mal aufgeführt wurden. Es waren die ersten Preisverleihungen seit 2020, die aufgrund der vollständigen Schließung der britischen Theater im Jahr 2020/2021 infolge der durch die COVID-19-Pandemie verursachten Lockdowns abgehalten wurden. Die Preisverleihung wurde von Jason Manford moderiert.

## Hintergrund
Der Laurence Olivier Award (auch Olivier Award) ist ein seit 1976 jährlich vergebener britischer Theater- und Musicalpreis. Er gilt als höchste Auszeichnung im britischen Theater und ist vergleichbar mit dem Tony Award am amerikanischen Broadway. Verliehen wird die Auszeichnung von der Society of London Theatre. Ausgezeichnet werden herausragende Darsteller und Produktionen einer Theatersaison, die im Londoner West End zu sehen waren. Die Auszeichnungen hießen zunächst Society of West End Theatre Awards und wurden 1985 zu Ehren des renommierten britischen Schauspielers Laurence Olivier in Laurence Olivier Awards umbenannt. Die Nominierten und Gewinner der Laurence Olivier Awards „werden jedes Jahr von einer Gruppe angesehener Theaterfachleute, Theaterkoryphäen und Mitgliedern des Publikums ausgewählt, die wegen ihrer Leidenschaft für das Londoner Theater“ bekannt sind.

## Gewinner und Nominierte
Die Nominierten wurden am 8. März 2022 in 26 Kategorien bekannt gegeben, die Gewinner während der Preisverleihung am 10. April 2022.
| Bestes neues Theaterstück | Bestes neues Musical |
| --- | --- |
| - Life of Pi von Lolita Chakrabarti (auf Basis des Originalwerkes von Yann Martel) – Wyndham’s Theatre - 2:22 A Ghost Story von Danny Robins – Noël Coward Theatre - Best of Enemies von James Graham – Young Vic Theatre - Cruise von Jack Holden – Duchess Theatre | - Back to the Future – Adelphi Theatre - Frozen – Theatre Royal, Drury Lane - Get Up, Stand Up – Lyric Theatre - Moulin Rouge – Piccadilly Theatre - The Drifters Girl – Garrick Theatre |
| Beste Wiederaufnahme Theaterstück | Beste Wiederaufnahme Musical |
| - Constellations – Donmar Warehouse im Vaudeville Theatre - A Number – Old Vic Theatre - The Normal Heart – National Theatre Olivier - The Tragedy of Macbeth – Almeida Theatre | - Cabaret – Playhouse Theatre - Anything Goes – Barbican Theatre - Spring Awakening – Almeida Theatre |
| Beste neue Comedy | Bestes Entertainment |
| - Pride and Prejudice* (*sort of) von Isobel McArthur – Criterion Theatre - Pantoland at the Palladium von Michael Harrison – London Palladium - The Choir of Man von Nic Doodson und Andrew Kay – Arts Theatre - The Shark Is Broken von Joseph Nixon und Ian Shaw – Ambassadors Theatre | - Wolf Witch Giant Fairy – Royal Opera House, Linbury Theatre - Billionaire Boy – Garrick Theatre - Dragons and Mythical Beasts – Regent’s Park Open Air Theatre - What the Ladybird Heard – Palace Theatre |
| Bester Darsteller Theaterstück | Beste Darstellerin Theaterstück |
| - Hiran Abeysekera als Pi Patel in Life of Pi – Wyndham’s Theatre - Ben Daniels als Ned Weeks in The Normal Heart – National Theatre Olivier - Omari Douglas als Manuel in Constellations – Donmar Warehouse im Vaudeville Theatre - Charles Edwards als Gore Vidal in Best of Enemies – Young Vic Theatre | - Sheila Atim als Marianne in Constellations – Donmar Warehouse im Vaudeville Theatre - Lily Allen als Jenny in 2:22 A Ghost Story – Noël Coward Theatre - Emma Corrin als Anna in Anna X – Harold Pinter Theatre - Cush Jumbo als Hamlet in Hamlet – Young Vic Theatre |
| Bester Darsteller Musical | Beste Darstellerin Musical |
| - Eddie Redmayne als Emcee in Cabaret – Playhouse Theatre - Olly Dobson als Marty McFly in Back to the Future – Adelphi Theatre - Arinzé Kene als Bob Marley in Get Up, Stand Up – Lyric Theatre - Robert Lindsay als Moonface Martin in Anything Goes – Barbican Theatre | - Jessie Buckley als Sally Bowles in Cabaret – Playhouse Theatre - Sutton Foster als Reno Sweeney in Anything Goes – Barbican Theatre - Beverley Knight als Faye Treadwell in The Drifters Girl – Garrick Theatre - Stephanie McKeon als Anna in Frozen – Theatre Royal, Drury Lane                                                                                              |
| Bester Nebendarsteller Theaterstück | Beste Nebendarstellerin Theaterstück |
| - Fred Davis, Daisy Franks, Romina Hytten, Tom Larkin, Habib Nasib Nader, Tom Stacy und Scarlet Wilderink als Tiger in Life of Pi – Wyndham’s Theatre - Dino Fetscher als Felix Turner in The Normal Heart – National Theatre Olivier - Nathaniel Parker als Henry VIII. in The Mirror and the Light – Gielgud Theatre - Danny Lee Wynter als Tommy Boatwright in The Normal Heart – National Theatre Olivier              | - Liz Carr als Dr. Emma Brookner in The Normal Heart – National Theatre Olivier - Tori Burgess als Lydia Bennet in Pride and Prejudice* (*sort of) – Criterion Theatre - Christina Gordon als Jane Bennet in Pride and Prejudice* (*sort of) – Criterion Theatre - Akiya Henry als Lady Macduff in The Tragedy of Macbeth – Almeida Theatre                                      |
| Bester Nebendarsteller Musical | Beste Nebendarstellerin Musical |
| - Elliot Levey als Herr Schultz in Cabaret – Playhouse Theatre - Clive Carter als Harold Zidler in Moulin Rouge – Piccadilly Theatre - Hugh Coles als George McFly in Back to the Future – Adelphi Theatre - Gary Wilmot als Elisha J. Whitney in Anything Goes – Barbican Theatre | - Liza Sadovy als Fräulein Schneider in Cabaret – Playhouse Theatre - Gabrielle Brooks als Rita Marley in Get Up, Stand Up – Lyric Theatre - Victoria Hamilton-Barritt als Stiefmutter in Cinderella – Gillian Lynne Theatre - Carly Mercedes Dyer als Irma in Anything Goes – Barbican Theatre                                                                                  |
| Bester Regisseur / Beste Regisseurin | Bester Choreograph / Beste Choreographin |
| - Rebecca Frecknall für Cabaret – Playhouse Theatre - Michael Longhurst für Constellations – Donmar Warehouse im Vaudeville Theatre - Kathleen Marshall für Anything Goes – Barbican Theatre - Max Webster für Life of Pi – Wyndham’s Theatre | - Kathleen Marshall für Anything Goes – Barbican Theatre - Finn Caldwell für Life of Pi – Wyndham’s Theatre - Julia Cheng für Cabaret – Playhouse Theatre - Sonya Tayeh für Moulin Rouge – Piccadilly Theatre |
| Bester Bühnenbildner / Beste Bühnenbildnerin | Bester Kostümdesigner / Beste Kostümdesignerin |
| - Tim Hatley für die szenische Gestaltung und Nick Barnes and Finn Caldwell für Die Gestaltung des Puppenspiels in Life of Pi – Wyndham’s Theatre - Tim Hatley für die szenische Gestaltung und Finn Ross für die Videogestaltung in Back to the Future – Adelphi Theatre - Derek McLane für Moulin Rouge – Piccadilly Theatre - Tom Scutt für Cabaret – Playhouse Theatre                                                 | - Catherine Zuber für Moulin Rouge – Piccadilly Theatre - Jon Morrell für Anything Goes – Barbican Theatre - Christopher Oram für Frozen – Theatre Royal, Drury Lane - Tom Scutt für Cabaret – Playhouse Theatre |
| Bester Lichtdesigner / Beste Lichtdesignerin | Bester Sounddesigner / Beste Sounddesignerin |
| - Andrzej Goulding und Tim Lutkin für Life of Pi – Wyndham’s Theatre - Neil Austin für Frozen – Theatre Royal, Drury Lane - Isabella Byrd für Cabaret – Playhouse Theatre - Tim Lutkin für Back to the Future – Adelphi Theatre | - Nick Lidster für Cabaret – Playhouse Theatre - Ian Dickinson für 2:22 A Ghost Story – Noël Coward Theatre - Carolyn Downing für Life of Pi – Wyndham’s Theatre - Gareth Owen für Back to the Future – Adelphi Theatre |
| Beste Originalmusik oder neue Orchestrierung | |
| - Simon Hale für die Orchestrierung von Get Up, Stand Up – Lyric Theatre - Glen Ballard und Alan Silvestri für Komposition und Liedtexte sowie Bryan Crook und Ethan Popp für die Orchestrierung von Back to the Future – Adelphi Theatre - David Chase, Bill Elliott und Rob Fisher für die Orchestrierung von Anything Goes – Barbican Theatre - Andrew T. Mackay für die Komposition von Life of Pi – Wyndham’s Theatre | |
| Beste neue Ballettproduktion | Herausragende Leistungen Ballett |
| - Revisor von Crystal Pite und Jonathon Young, Kidd Pivot – Sadler’s Wells Theatre - Draw from Within von Wim Vandekeybus, Rambert Dance Company – Sadler’s Wells Theatre - Transverse Orientation von Dimitris Papaioannou – Dance Umbrella und Sadler’s Wells Theatre | - Arielle Smith für die Choreographie von Jolly Folly in Reunion, English National Ballet – Sadler’s Wells Theatre - Acosta Danza für De Punta a Cabo in 100% Cuban – Sadler’s Wells Theatre - Die Tänzer für ihre Leistung in NDT2 Tour – Sadler’s Wells Theatre - Edward Watson für seine Leistung in The Dante Project von Wayne McGregor – Royal Ballet im Royal Opera House |
| Beste neue Opernproduktion | Herausragende Leistungen Oper |
| - Jenůfa, Royal Opera – Royal Opera House - Bajazet, Irish National Opera und Royal Opera – Linbury Theatre, Royal Opera House - The Cunning Little Vixen, English National Opera – London Coliseum - Theodora, Royal Opera – Royal Opera House | - Peter Whelan und das Irish Baroque Orchestra für Bajazet, Irish National Opera und Royal Opera – Linbury Theatre, Royal Opera House - Christine Rice für ihre Leistung in 4/4 – Royal Opera House - takis für Bühnenbild und Kostümdesign von HMS Pinafore, English National Opera – London Coliseum                                                                           |
| Herausragende Theaterleistungen | |
| - Old Bridge – Bush Theatre - 10 Nights – Bush Theatre - A Place for We – Park Theatre - Folk – Hampstead Theatre Downstairs - The Invisible Hand – Kiln Theatre | |

## Sonderpreise
| Kategorie                         | Besondere Beachtung                                                      |
| --------------------------------- | ------------------------------------------------------------------------ |
| Sonderpreis der Society of London | - Lisa Burger - Bob King - Gloria Louis - Susie Sainsbury - Sylvia Young |

## Statistik

### Mehrfache Nominierungen
- 11 Nominierungen: Cabaret
- 9 Nominierungen: Anything Goes, Life of Pi
- 7 Nominierungen: Back to the Future
- 5 Nominierungen: Moulin Rouge, The Normal Heart
- 4 Nominierungen: Constellations, Frozen, Get Up, Stand Up
- 3 Nominierungen: 2:22 A Ghost Story, Pride and Prejudice* (*sort of)
- 2 Nominierungen: Bajazet, Best of Enemies, The Drifters Girl, The Tragedy of Macbeth

### Mehrfache Gewinne
- 7 Gewinne: Cabaret
- 5 Gewinne: Life of Pi
- 2 Gewinne: Constellations